# Billy (Loir i Cher)
Billy és un municipi francès, situat al departament del Loir i Cher i a la regió de Centre – Vall del Loira. L'any 2007 tenia 792 habitants.

## Demografia

### Població
El 2007 la població de fet de Billy era de 792 persones. Hi havia 358 famílies, de les quals 104 eren unipersonals (60 homes vivint sols i 44 dones vivint soles), 139 parelles sense fills, 95 parelles amb fills i 20 famílies monoparentals amb fills.
La població ha evolucionat segons el següent gràfic:
Habitants censats

### Habitatges
El 2007 hi havia 470 habitatges, 362 eren l'habitatge principal de la família, 79 eren segones residències i 29 estaven desocupats. 456 eren cases i 7 eren apartaments. Dels 362 habitatges principals, 315 estaven ocupats pels seus propietaris, 42 estaven llogats i ocupats pels llogaters i 6 estaven cedits a títol gratuït; 20 tenien dues cambres, 67 en tenien tres, 115 en tenien quatre i 161 en tenien cinc o més. 249 habitatges disposaven pel capbaix d'una plaça de pàrquing. A 153 habitatges hi havia un automòbil i a 178 n'hi havia dos o més.

### Piràmide de població
La piràmide de població per edats i sexe el 2009 era:
| Homes | Edats   | Dones |
| ----- | ------- | ----- |
| 0     | 95 o +  | 0     |
| 0     | 90 a 94 | 8     |
| 8     | 85 a 89 | 8     |
| 4     | 80 a 84 | 16    |
| 12    | 75 a 79 | 12    |
| 36    | 70 a 74 | 24    |
| 40    | 65 a 69 | 40    |
| 8     | 60 a 64 | 32    |
| 32    | 55 a 59 | 16    |
| 16    | 50 a 54 | 16    |
| 24    | 45 a 49 | 36    |
| 52    | 40 a 44 | 24    |
| 12    | 35 a 39 | 20    |
| 28    | 30 a 34 | 16    |
| 28    | 25 a 29 | 36    |
| 20    | 20 a 24 | 12    |
| 24    | 15 a 19 | 36    |
| 16    | 10 a 14 | 36    |
| 20    | 5 a 9   | 20    |
| 8     | 0 a 4   | 16    |

## Economia
El 2007 la població en edat de treballar era de 490 persones, 371 eren actives i 119 eren inactives. De les 371 persones actives 333 estaven ocupades (185 homes i 148 dones) i 38 estaven aturades (20 homes i 18 dones). De les 119 persones inactives 58 estaven jubilades, 24 estaven estudiant i 37 estaven classificades com a «altres inactius».

### Ingressos
El 2009 a Billy hi havia 379 unitats fiscals que integraven 875 persones, la mediana anual d'ingressos fiscals per persona era de 17.305 €.

### Activitats econòmiques
Dels 37 establiments que hi havia el 2007, 3 eren d'empreses extractives, 3 d'empreses alimentàries, 1 d'una empresa de fabricació d'altres productes industrials, 14 d'empreses de construcció, 10 d'empreses de comerç i reparació d'automòbils, 2 d'empreses d'hostatgeria i restauració, 1 d'una empresa immobiliària, 2 d'empreses de serveis i 1 d'una empresa classificada com a «altres activitats de serveis».
Dels 15 establiments de servei als particulars que hi havia el 2009, 1 era un taller de reparació d'automòbils i de material agrícola, 4 paletes, 2 guixaires pintors, 3 lampisteries, 1 electricista, 2 empreses de construcció, 1 perruqueria i 1 restaurant.
L'únic establiment comercial que hi havia el 2009 era una fleca.
L'any 2000 a Billy hi havia 34 explotacions agrícoles que ocupaven un total de 896 hectàrees.

## Equipaments sanitaris i escolars
El 2009 hi havia una escola elemental.

## Poblacions més properes
El següent diagrama mostra les poblacions més properes.